# Stefan Waggershausen
Stefan Waggershausen (Friedrichshafen, 20 februari 1949) is een Duitse zanger, muziekproducent en auteur.

## Carrière

### Als artiest
In 1972 verhuisde Stefan Waggershausen naar Berlijn. Tijdens zijn studie componeerde hij zijn eerste liedjes en werkte hij als regieassistent. Na drie jaar verscheen zijn platendebuut Traumtanzzeit (1974). Vanaf 1976 werkte hij bij de Sender Freies Berlin en RIAS als radiopresentator. Overigens ontstonden tot dato niet gepubliceerde composities en producties met verschillende muzikanten. In 1980 nam hij deel aan de voorronden van het Eurovisiesongfestival met het nummer Verzeih'n Sie, Madame, waarmee hij een 4e plaats scoorde. In oktober 1981 verscheen Fang mich auf, een album over verliezers en zelfstandigen, melancholiek en ironisch. In de winter volgde het eerste grote liveoptreden bij Rock Pop in Concert (ZDF), naast Chris de Burgh, Randy Newman en Sally Oldfield.
In 1982/83 toerde Waggershausen voor de eerste keer met zijn eigen band door Duitsland. De met de Italiaanse popzangeres Alice ingezongen single Zu nah am Feuer werd in januari 1984 uitgebracht. Nadat de vijfde Waggershausen-productie verscheen, vond een verdere tournee plaats. In de herfst volgde de live-cd Mitten ins Herz. De beide albums Touché d'amour en Im Herzen des Orkans bevestigden zijn plaats in de Duitse muziekwereld. Hij produceerde voor collega-muzikanten en schreef filmsongs. In 1990 verenigden Viktor Lazlo en Stefan Waggershausen zich tot een muzikaal duo. Das eerste Mal tat's noch weh en Jesse stonden in de top van de hitparades en daarbij ook de titelsong Tief im Süden meines Herzens met Waggershausen als solist. Het bijbehorende gelijknamige album plaatste zich ook hoog in de hitlijst. 
In 1991 verscheen het hoogtepuntenalbum Herzsprünge, het elfde album Wenn dich die Mondfrau küsst en de single  Jenseits von Liebe (1993). Het volgende album volgde twee jaar later met Louisiana. Het in New Orleans geproduceerde album bevatte rockachtige, met bleus en cajunmuziek gemengde elementen en leverden hem een Echo-nominatie op. Het album Die Rechnung kommt immer verscheen in 1997. Vooral het duet met Maria Conchita Alonso Bienvenido a Salomé verraste door zijn klankenrijkdom. In 2003 verscheen het album Duette & Balladen met muzikale hoogtepunten. Bijkomstig aan zijn grootste hits verschenen hiermee drie nieuwe liedjes. Eind oktober 2004 verscheen het verzamelalbum Unterm Cajun-Mond, waarop de beste liedjes uit het Louisiana-tijdperk en drie niet uitgebrachte werken stonden. In maart 2010 verscheen zijn 14e studioalbum So ist das Spiel, dat twaalf nieuwe liedjes bevatte, met medewerking van Peter Weihe en Till Brönner met als muzikale gasten Alice, Nena, Annett Louisan, Jan Josef Liefers, Sasha en Henning Wehland.

### Als producent
Naast zijn werk als zanger en liedjesschrijver treedt hij ook op als muziekproducent en schreef hij liedjes voor andere artiesten, zoals Daliah Lavi, Etta Scollo, Wolfgang Petry en Peter Kraus. In 2000 produceerde hij het muzieksprookje Wolke 7, waarbij artiesten een rol aanvaardden, waaronder Nena, Die Prinzen, Michael Schanze, Erste Allgemeine Verunsicherung, Laura, Enie van de Meiklokjes, Die 3e Generation, Ingolf Lück, Wolfgang Fierek en Loona. Waggershausen is reeds vele jaren ook als liedjesschrijver en muziekproducent werkzaam voor verschillende tv-producties. Ook is hij naast de muziek voor meerdere afleveringen van de serie Tatort sinds 2004 ook verantwoordelijk voor de muziek van de ZDF/KIKA tv-serie Siebenstein. Hij schrijft in zijn functie van liedjesschrijver altijd weer nieuwe liedjes die op de inhoud van de respectievelijke aflevering zijn afgestemd. De muzikale stijl van de kinderliedjes is daarbij bewust zeer veelzijdig aangepast en omvat onder andere cajun, samba, tango, blues en wals.
In 2014 produceerde hij het album Sid & seine Freunde – cool & locker met 15 liedjes voor de Ice Age-filmreeks, waarbij de Duitse oorspronkelijke stemmen van de hoofdfiguren Otto Waalkes als de luiaard Sid, Thomas Fritsch als de sabeltandtijger Diego en Arne Elsholtz als de mammoet Manni als muzikale protagonisten meewerkten. Het liedje Ich wär so gern verliebt was de titelsong van de bioscoopfilm Ice Age – Kollision Voraus. Met zijn werk aan het album Kids auf Abenteuerreise trad hij in 2016 opnieuw als producent van een kinderlied-project in verschijning. Ook bij zijn soloalbums had Waggershausen altijd zelf zeer veel invloed op de producties. Het debuutalbum Traumtanzzeit produceerde hij samen met Christoph Busse. Tussen 1979 en 1997 produceerde hij zijn albums samen met Udo Arndt. Alle sinds 1998 verschenen werken produceerde hij zelf.
Als soloartiest en als producent staat Waggershausen ervoor bekend, in zijn muziek een variatie van muzikale genres met overwegend melancholiek gevormde verhalen teksten te verbinden. De daarbij gebruikte genres bevatten elementen uit rock-'n-roll, ska, blues, en swing, maar ook sounds uit southern rock en elementen van de cajunmuziek. In zijn latere werken als Louisiana en So ist das Spiel voltooide hij zijn muziekstijl met meerdere elementen uit zydeco en countrymuziek.

## Verdere activiteiten
Waggershausen is sinds 1993 lid van het  GEMA-hoofdbestuur en was lid van het curatorium van de Deutsche Phono-Akademie. 

## Privéleven
Waggershausen is getrouwd en heeft een zoon.

## Onderscheidingen
- Deutscher Schallplattenpreis
- Echo-nominatie als Artiest van het Jaar in Rock/Pop
- Deutscher Schallplattenpreis (tegenwoordig ECHO)
- Goldene Europa voor het album Tief im Süden meines Herzens
- Radio Schleswig-Holstein Gold voor het album Tief im Süden meines Herzens
- Silberner Löwe van Radio Luxemburg voor het album Tief im Süden meines Herzens
- Goldene Schallplatte voor het album "Hallo Engel" (1982)

## Discografie

### Singles
- 1972: Herz aus Gold
- 1974: Hollywood sieht anders aus am Morgen
- 1974: Irgendwann fällt der Regen
- 1978: Cafe Royal
- 1979: Sie ist wieder da
- 1980: Verzeih'n Sie Madame
- 1980: Hallo Engel
- 1981: Bitte, Herr Doktor
- 1981: Früher war alles viel früher
- 1981: Es geht mir gut
- 1982: Und der Teufel schaut mir über die Schulter
- 1982: Bäng Bäng
- 1983: Der Farbfilm in mir
- 1984: Zu nah am Feuer (met Alice)
- 1984: Mitten ins Herz
- 1985: Touchè d'amour
- 1985: Ich hab 'ne Überdosis von Dir in mir
- 1986: Wie'n Korken auf dem Ozean
- 1987: Anna mit Alarm im Herzen
- 1990: Das erste Mal tat’s noch weh (met Viktor Lazlo)
- 1990: Jesse (met Viktor Lazlo)
- 1990: Tief im Süden meines Herzens
- 1991: Rikki und Rosie
- 1991: Laura
- 1993: Jenseits von Liebe (met Ofra Haza)
- 1995: Huckleberry Finn
- 1997: Du bist mir total egal
- 2000: Solang du jung in deinem Herzen bist
- 2002: Heut ist nicht mein Tag
- 2003: Luka & Laura
- 2003: Wintermond
- 2004: Du schickst dein Herz auf Reisen
- 2005: Cassandra
- 2010: Der alte Wolf wird langsam grau
- 2010: Endloser Sommer (radio-single)
- 2010: Für Dich (feat. Nena)
- 2012: Windstärke 10
- 2018: Ich kenn mich aus mit dem Blues
- 2019: Fliegen mit dem Zeppelin
- 2019: Hank Williams
- 2019: Mädchen der besonderen Art
- 2019: Sonntagskind
- 2020: Zu schön für mich

### Albums
- 1974: Traumtanzzeit
- 1980: Hallo Engel
- 1981: Fang mich auf
- 1982: Sanfter Rebell
- 1984: Tabu
- 1984: Mitten ins Herz - Live
- 1985: Touché d'amour
- 1987: Im Herzen des Orkans
- 1990: Tief im Süden meines Herzens
- 1991: Herzsprünge (verzamelalbum met enkele nieuwe liedjes)
- 1993: Wenn dich die Mondfrau küßt
- 1995: Louisiana
- 1997: Die Rechnung kommt immer
- 2003: Duette & Balladen (verzamelalbum met enkele nieuwe liedjes)
- 2004: Unterm Cajun-Mond (verzamelalbum met enkele nieuwe liedjes)
- 2010: So ist das Spiel
- 2019: Aus der Zeit gefallen
- 2019: 40 Jahre später - Best of Collection

- Gemeinsame Normdatei: 134549015
- International Standard Name Identifier: 0000 0000 5788 3829
- MusicBrainz: 257a5a4c-f771-47df-8a08-643af54f40ea
- Nederlandse Thesaurus van Auteursnamen: 070720703
- Virtual International Authority File: 79667898
- WorldCat: E39PBJmdqwvqJHKFckxhBqjwG3